# Agapia, Neamț
Agapia este satul de reședință al comunei cu același nume din județul Neamț, Moldova, România.

## Obiective turistice
- Mănăstirea Agapia
- Biserica de lemn Sf. Ioan Bogoslov din Agapia
- Biserica de lemn Adormirea Maicii Domnului din Agapia
- Casa memorială Alexandru Vlahuță de la Agapia

## Fotogalerie

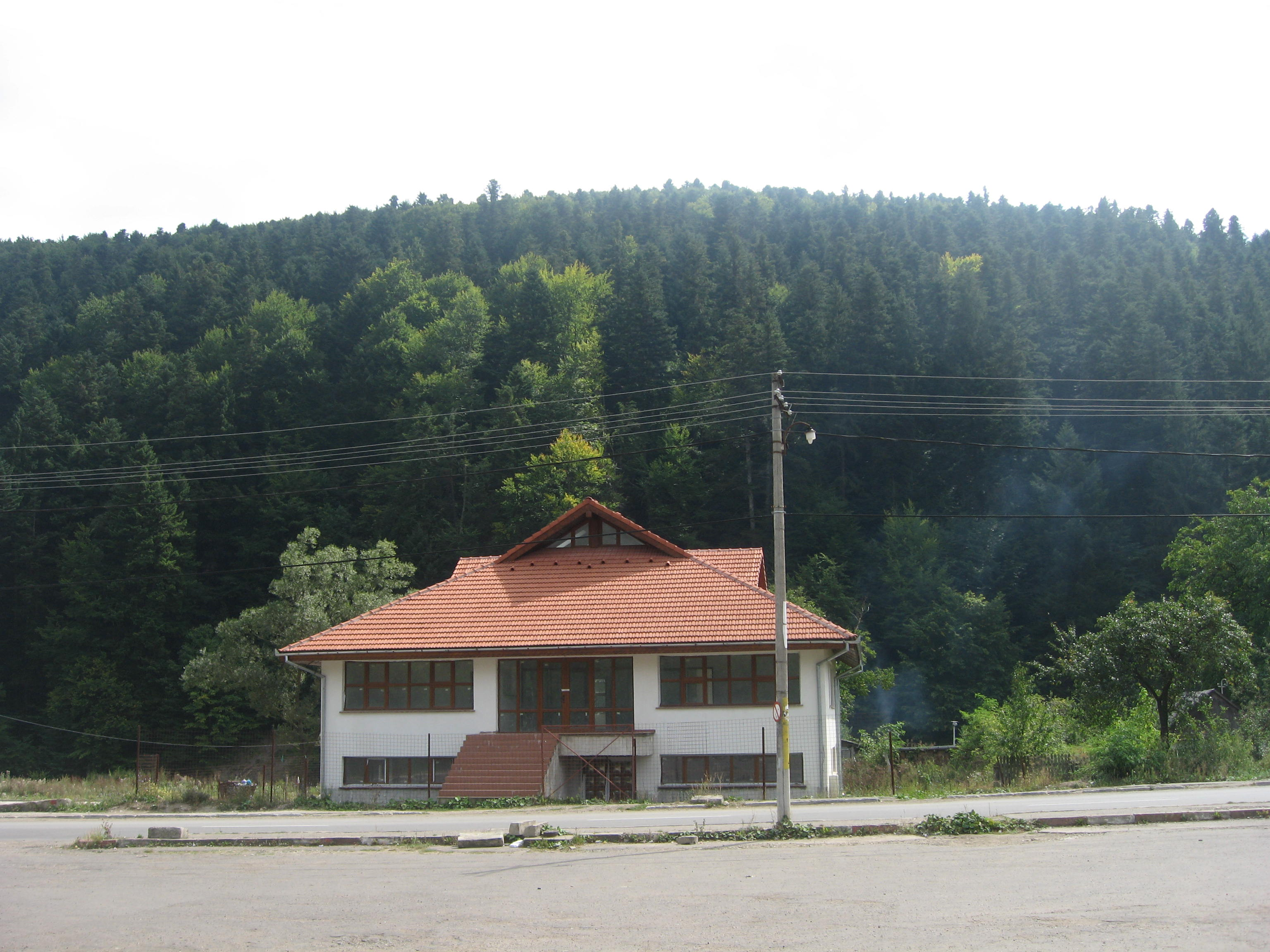
Peisaj deluros din Agapia
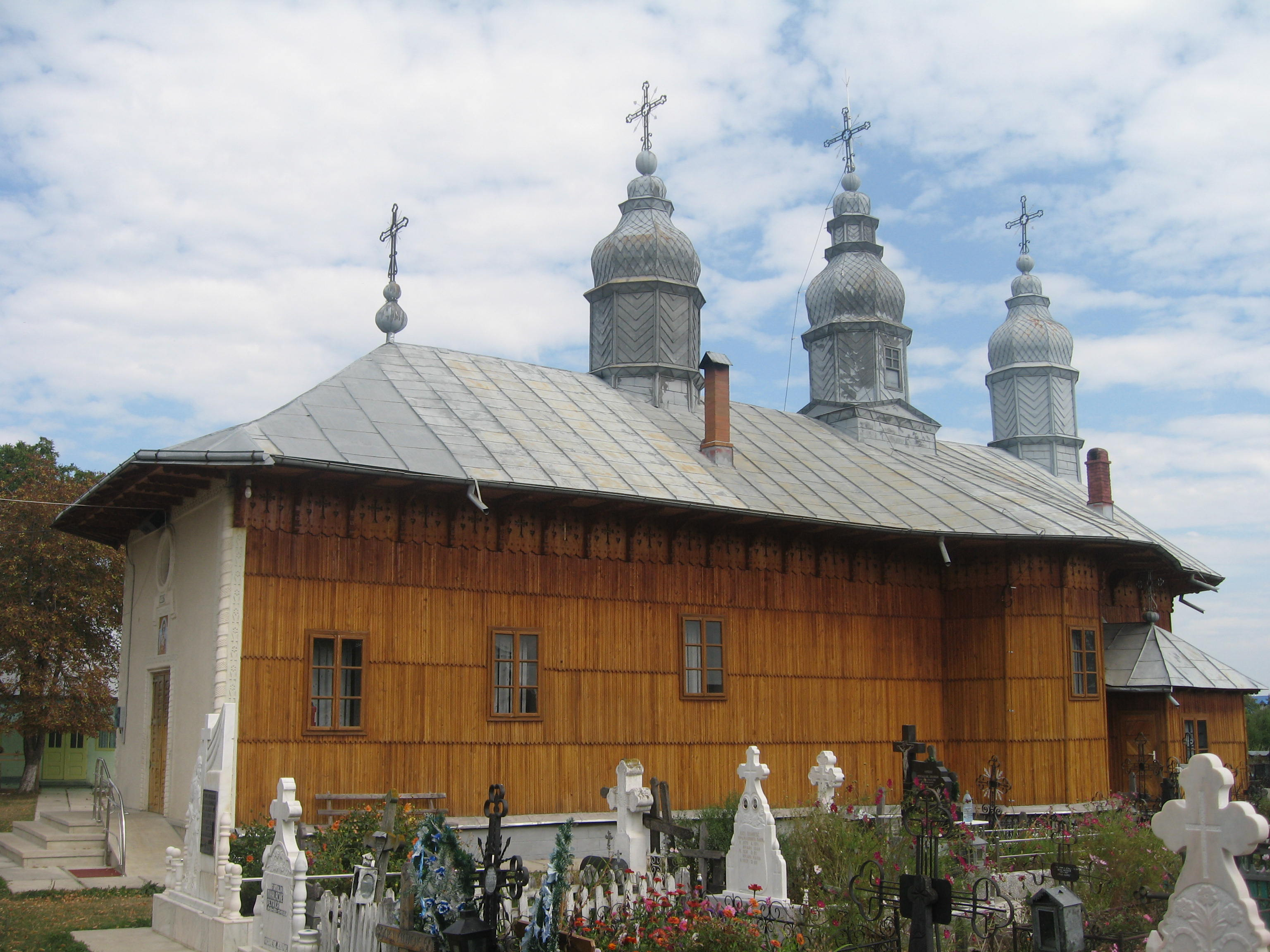
Biserica de lemn "Sf. Nicolae" din Agapia
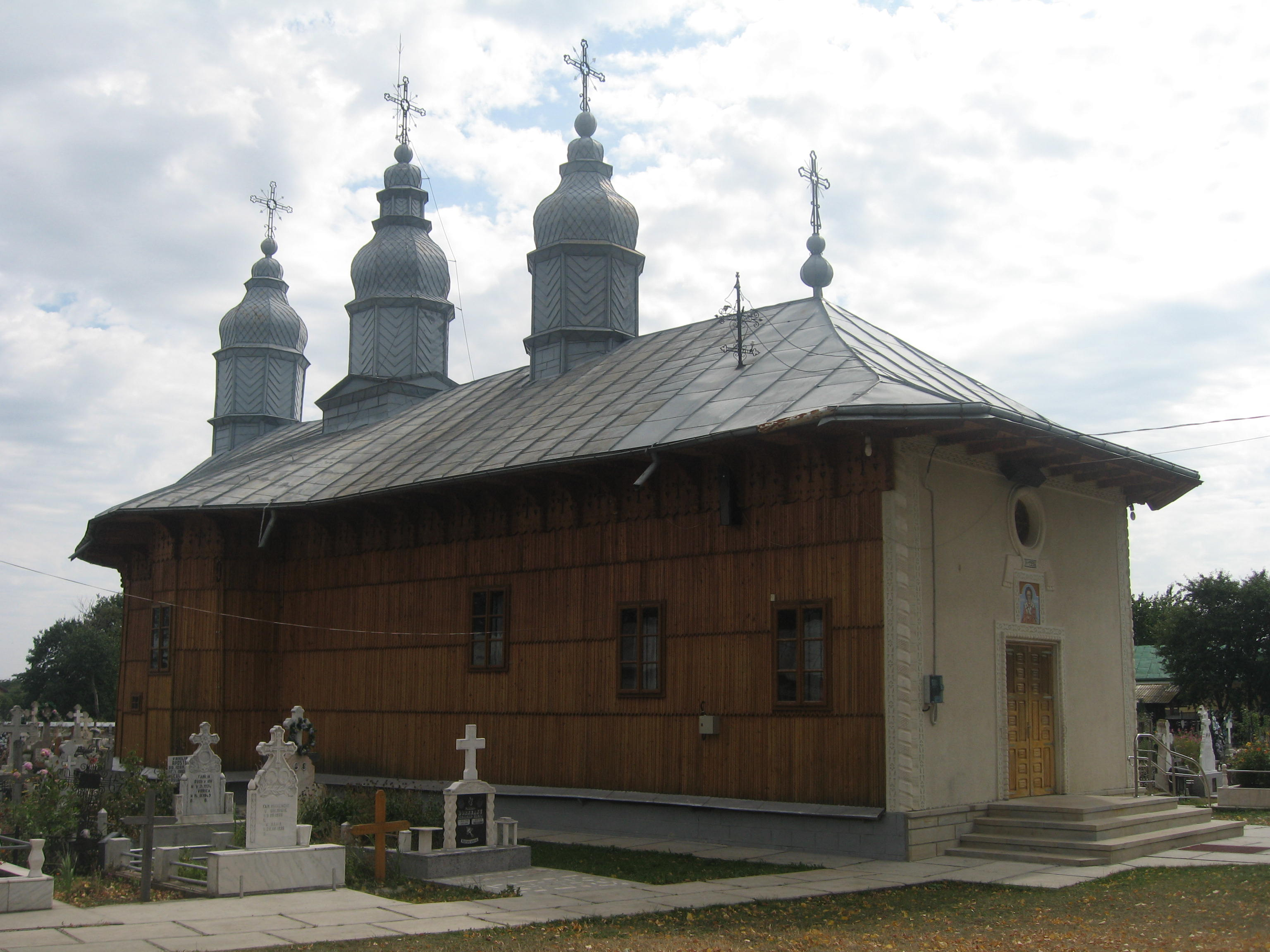
Biserica de lemn "Sf. Nicolae" din Agapia
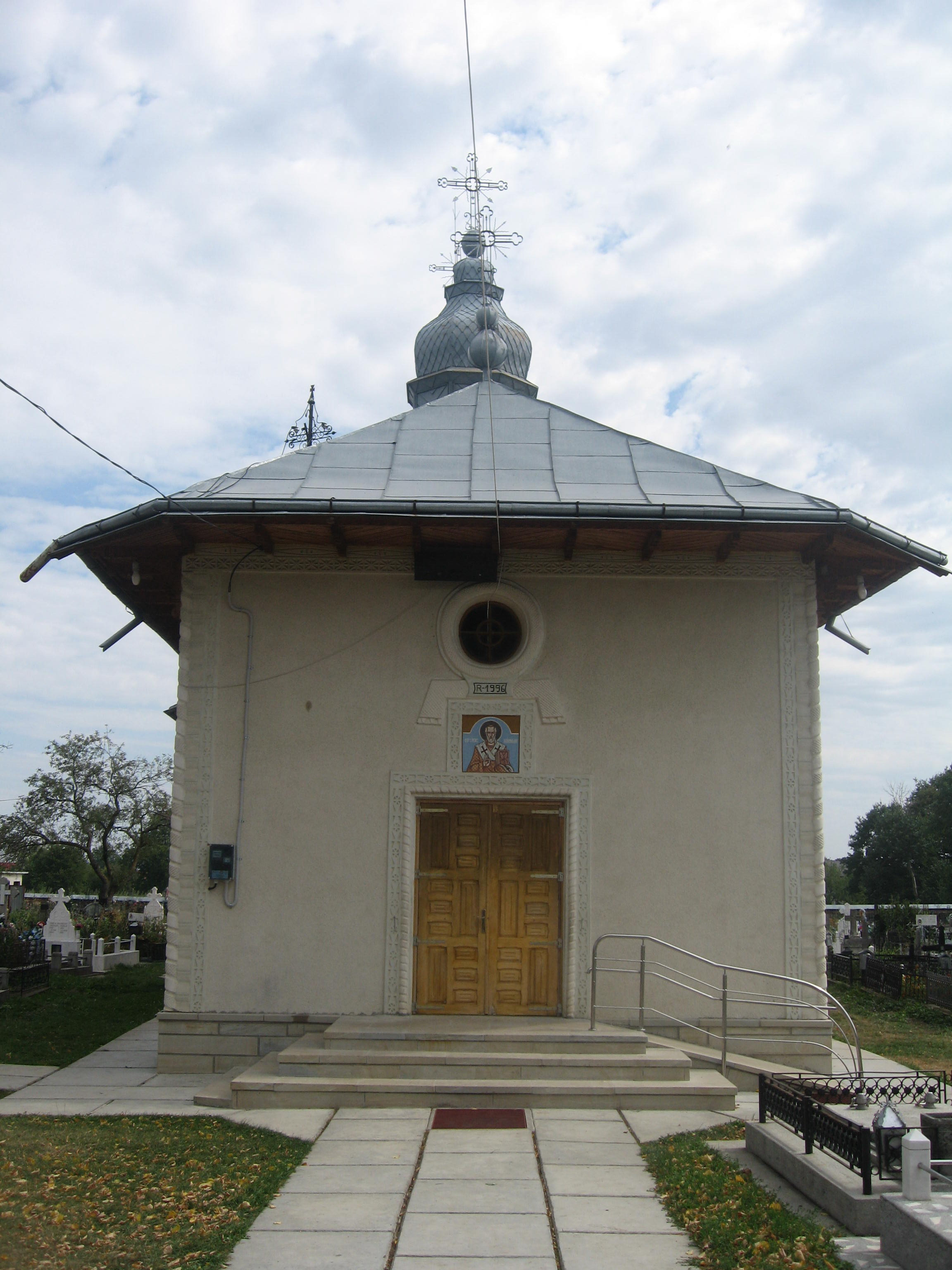
Biserica de lemn "Sf. Nicolae" din Agapia
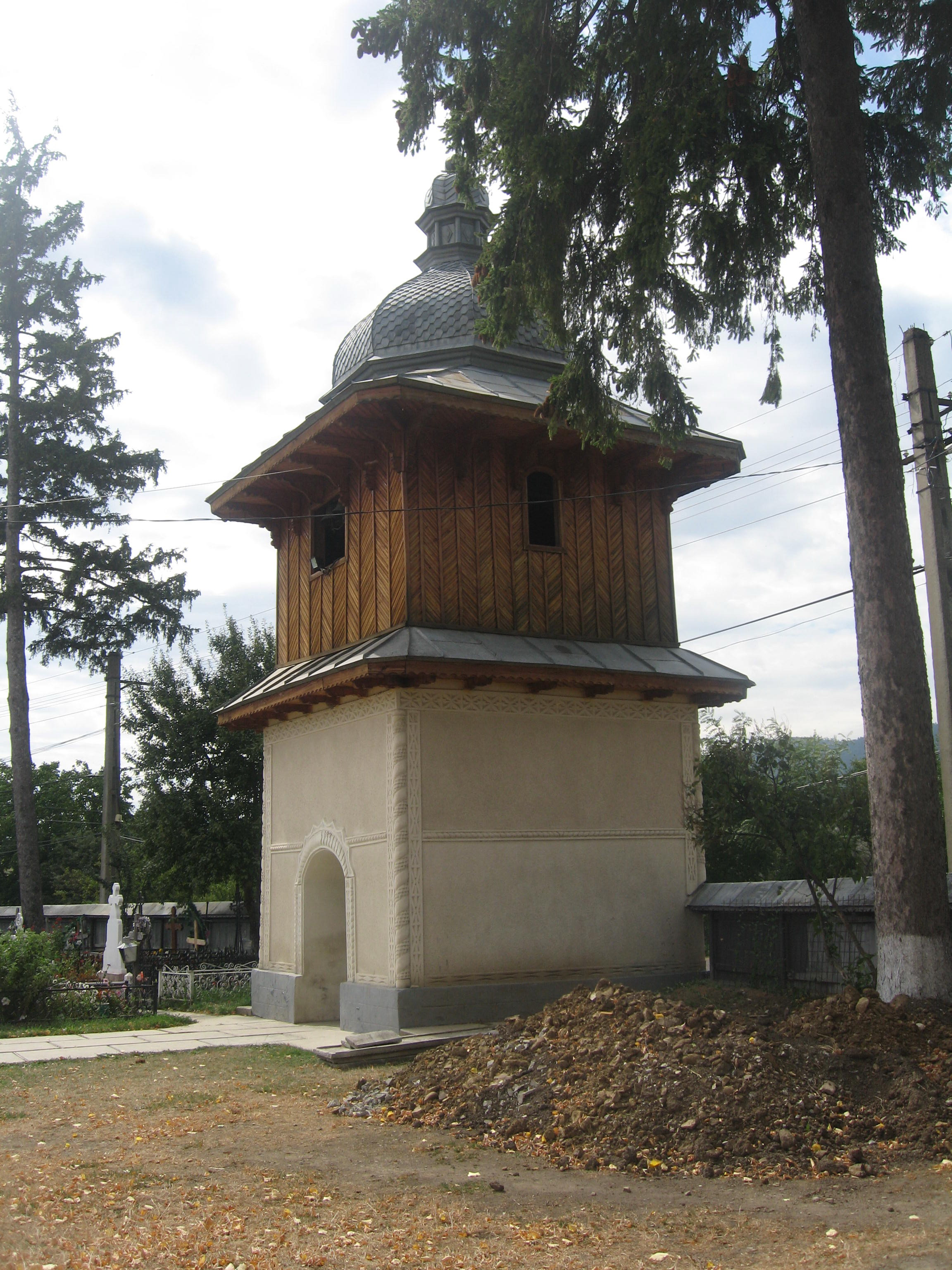
Biserica de lemn "Sf. Nicolae" din Agapia - turn clopotniță
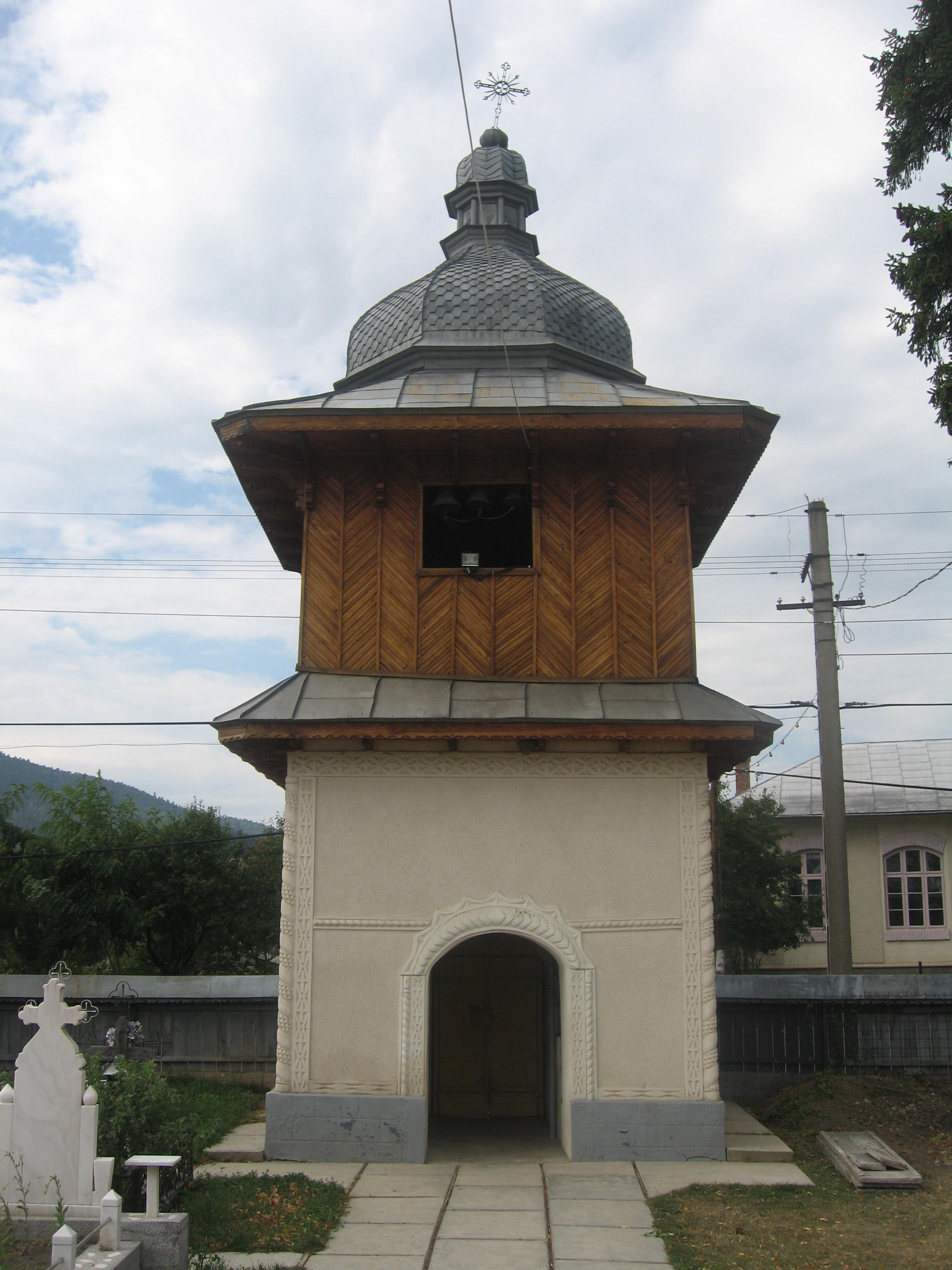
Biserica de lemn "Sf. Nicolae" din Agapia - turn clopotniță
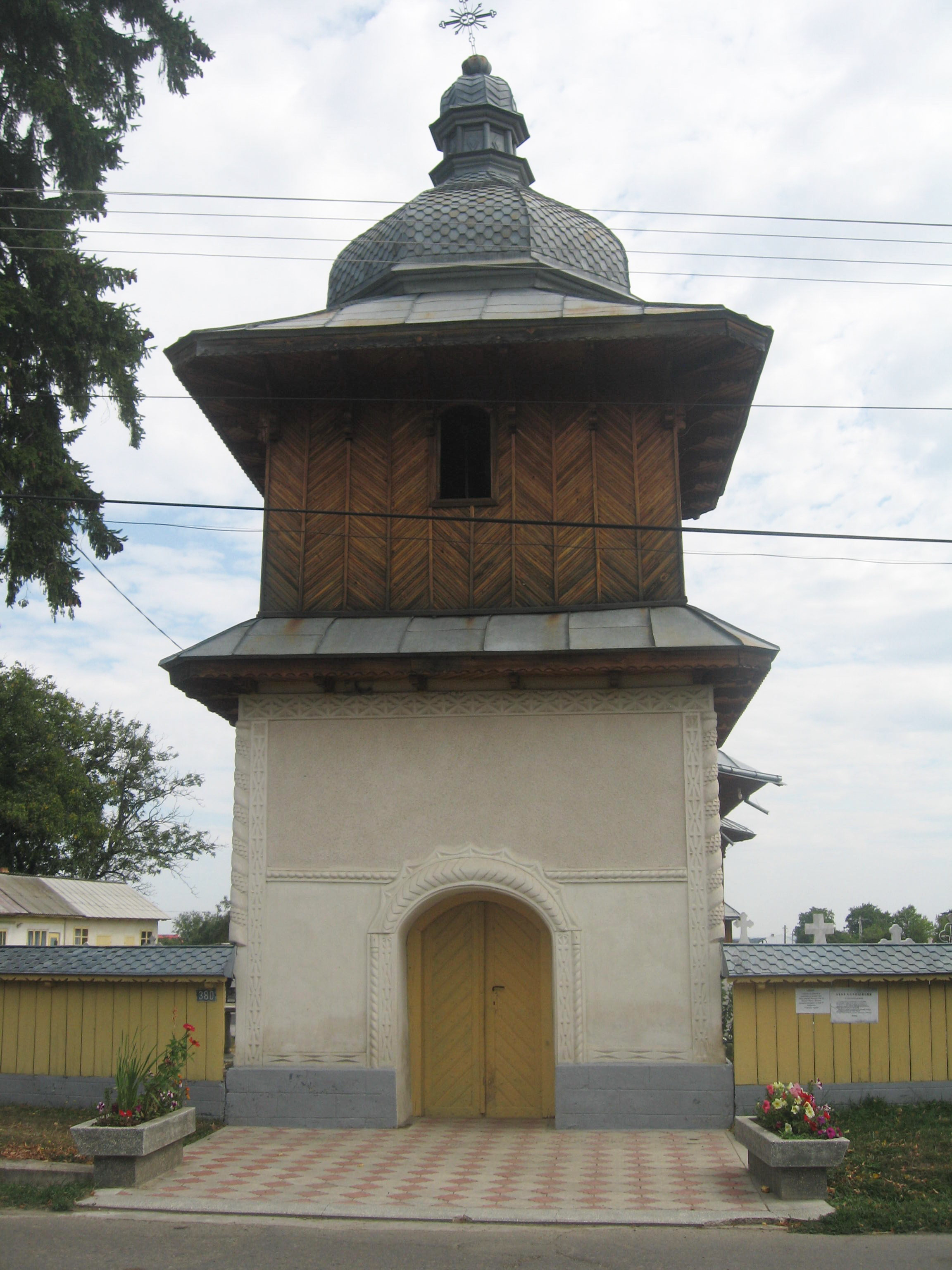
Biserica de lemn "Sf. Nicolae" din Agapia - turn clopotniță